# 電鉄黒部駅
電鉄黒部駅（でんてつくろべえき）は、富山県黒部市三日市にある富山地方鉄道本線の駅である。駅番号はT27。
富山地方鉄道における黒部市の玄関口で、同市の中心にも近いため利用者が多く、富山地方鉄道本線運行上の要となっている。業務委託駅であり、終日駅員が配置されている。
あいの風とやま鉄道黒部駅とは約1キロ離れている。

## 歴史
- 1922年（大正11年）11月5日：東洋アルミナムが黒部川電源開発のために作った子会社の黒部鉄道によって設置。三日市駅（のちの黒部駅） - 下立駅間の開通に伴い西三日市駅（にしみっかいちえき）として開業する[1][2]。
- 1936年（昭和11年）10月1日：富山電気鉄道が魚津駅（現・新魚津駅） - 当駅間を開通させ、富山電気鉄道と黒部鉄道の接続駅となる[2]。
- 1943年（昭和18年）
  - 1月1日：会社統合により、富山県内の全鉄道会社が富山電気鉄道を中心とする富山地方鉄道（地鉄）に統合され、旧黒部鉄道は黒部線となる。同時に当駅 - 三日市駅間が富山地方鉄道本線の支線（黒部支線）となった[2]。
  - 11月11日：旧黒部鉄道の路線は600Vから1500Vへの昇圧とプラットホーム改修等の工事が完了し、電鉄富山駅から現在の宇奈月温泉駅まで直通運転が開始された[2]。
- 1948年（昭和23年）12月29日：三日市車庫が、国鉄三日市駅（現・黒部駅）の隣接地から当駅に移設[3]。
- 1951年（昭和26年）6月25日：電鉄桜井駅（でんてつさくらいえき）に改称となる[4]。
- 1953年（昭和28年）3月：現駅舎改築竣工[5]。
- 1969年（昭和44年）8月17日：当駅 - 黒部駅間の黒部支線が廃止となる[2][6]。
- 1985年（昭和60年）11月25日：連絡運輸廃止[7]。
- 1989年（平成元年）
  - 1月 - 駅舎の内外装の全面的な改装工事に着手[8]。
  - 4月1日：電鉄黒部駅に改称[9]。合わせて改装工事も完了。これにより駅舎の外壁がベージュ色に塗り替えられ、窓枠は全てアルミサッシとなった。待合室を改造して広くした他、コンコースからホームまでの誘導用の点字ブロックも設置された[8]。
- 1996年（平成8年）10月28日：CTCおよびARCを設置[10]。

## 駅構造
ホームと線路が交互に並んでいる変則的な配列の3面3線の構造を持つ地上駅。内2線は両側にホームがあるものの、一番奥のホームは現在使われていない。この駅で折り返す列車が多数設定されていることから、留置線を持っていて、夜間滞泊が設定されている。この電鉄黒部駅では電車の離合は右側通行になっている。
駅舎は1951年（昭和26年）6月25日竣工。瓦葺二階建てで、旧黒部鉄道の駅としては宇奈月温泉駅と並ぶ規模である。また自動券売機およびICカード専用改札機も設置してある。
電鉄石田駅寄りの本線には複線分の架線柱の下に、かつての黒部支線の路盤跡が本線と一部並行する形で残存する。

### のりば
| のりば     | 路線  | 方向 | 行先                         |
| ---------- | ----- | ---- | ---------------------------- |
| 2 駅舎側   | ■本線 | 下り | 新黒部・宇奈月温泉方面       |
| 1 中線     | ■本線 | 上り | 新魚津・上市・電鉄富山方面   |
| （3） 外側 | -     | -    | 当駅始発・終着列車と一部列車 |

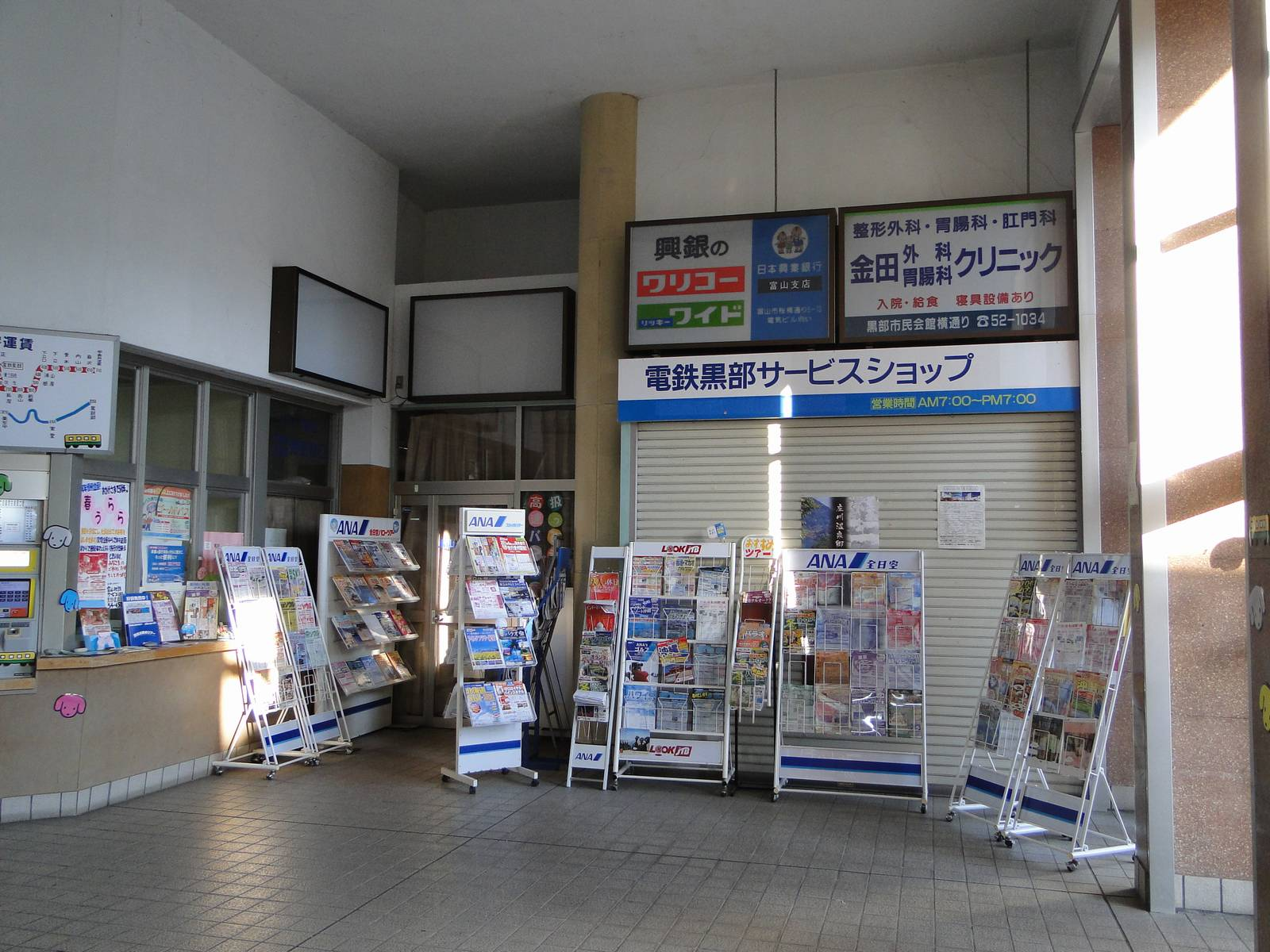
駅舎内（2010年12月、撮影時点では旧日本興業銀行（現在のみずほ銀行）の広告が残っていた）
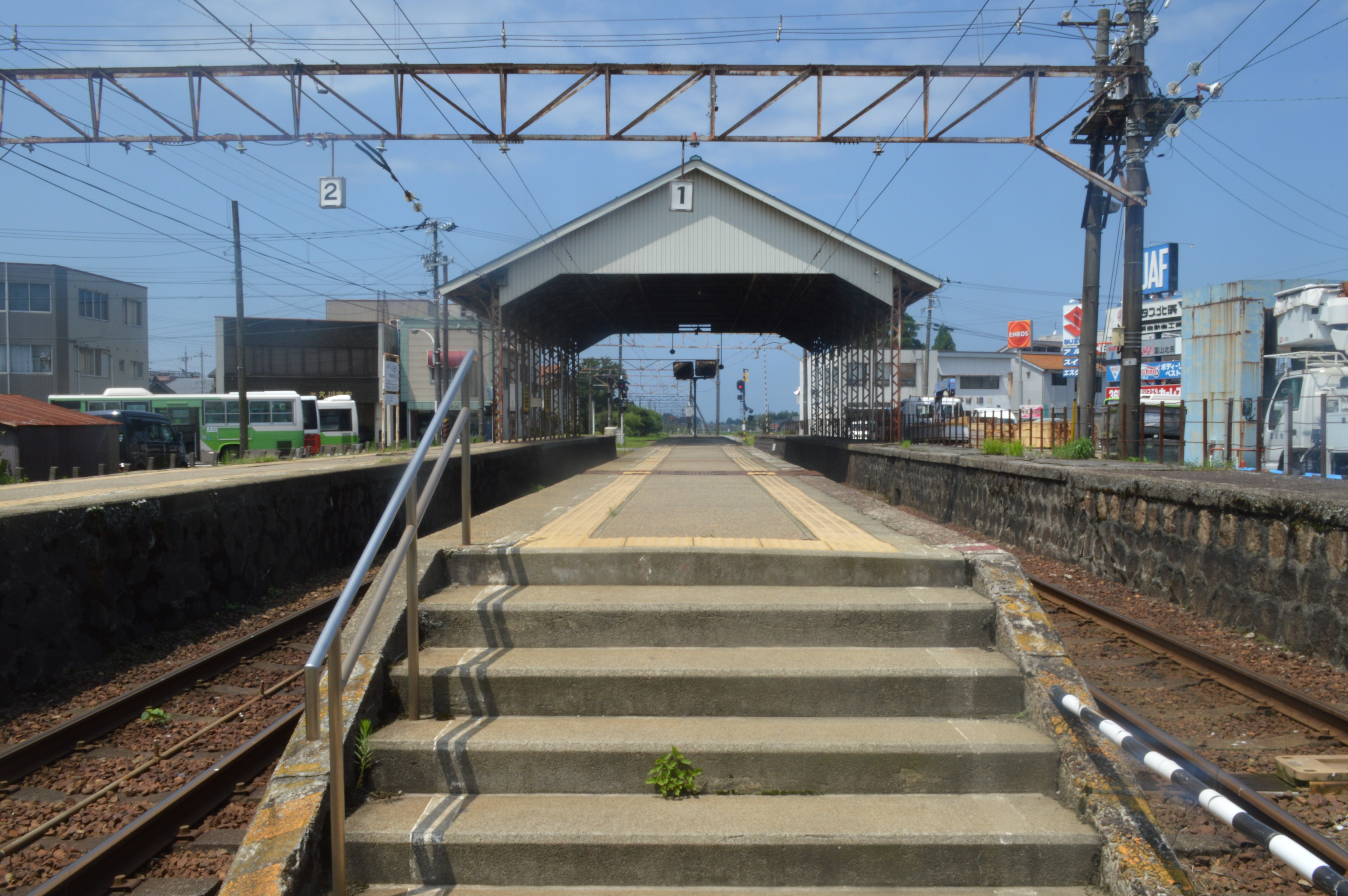
ホーム（2020年8月）

## 利用状況
「統計黒部」によると、2019年度の1日平均乗降人員は744人であった。
各年度の1日平均乗降人員は以下の通りである。
| 年度   | 1日平均 乗降人員 |
| ------ | ---------------- |
| 1995年 | 1,297            |
| 1996年 | 1,210            |
| 1997年 | 1,034            |
| 1998年 | 1,009            |
| 1999年 | 910              |
| 2000年 | 847              |
| 2001年 | 794              |
| 2002年 | 804              |
| 2003年 | 727              |
| 2004年 | 689              |
| 2005年 | 703              |
| 2006年 | 719              |
| 2007年 | 751              |
| 2008年 | 747              |
| 2009年 | 707              |
| 2010年 | 698              |
| 2011年 | 708              |
| 2012年 | 724              |
| 2013年 | 670              |
| 2014年 | 691              |
| 2015年 | 748              |
| 2016年 | 718              |
| 2017年 | 774              |
| 2018年 | 793              |
| 2019年 | 744              |
| 2020年 | 592              |
| 2021年 | 596              |
| 2022年 | 633              |

## 駅周辺
開業当時の駅周囲は全て田畑であった。
あたりは黒部市役所、市民病院にも近く黒部市の中心地である。駅の南側には病院や商店、銀行などがそろっている。駅前のとおりを東に進むと黒部市役所に着く。富山地方鉄道本線はこの電鉄黒部駅と次の電鉄石田駅の間であいの風とやま鉄道線をまたぎ立体交差するがそのすぐ南側に同線の黒部駅がある。当駅からはおよそ1 kmほどの道のりである。
- 黒部市役所 (東三日市駅からの方が近い)
- 黒部市民病院
- 黒部郵便局
- 黒部三日市郵便局（かつての特定郵便局）
- 富山県立桜井高等学校 (東三日市駅からの方が近い)
- 黒部ショッピングセンター メルシー
- 八心大市比古神社
- 富山地方鉄道（路線バス）「電鉄黒部駅前」停留所

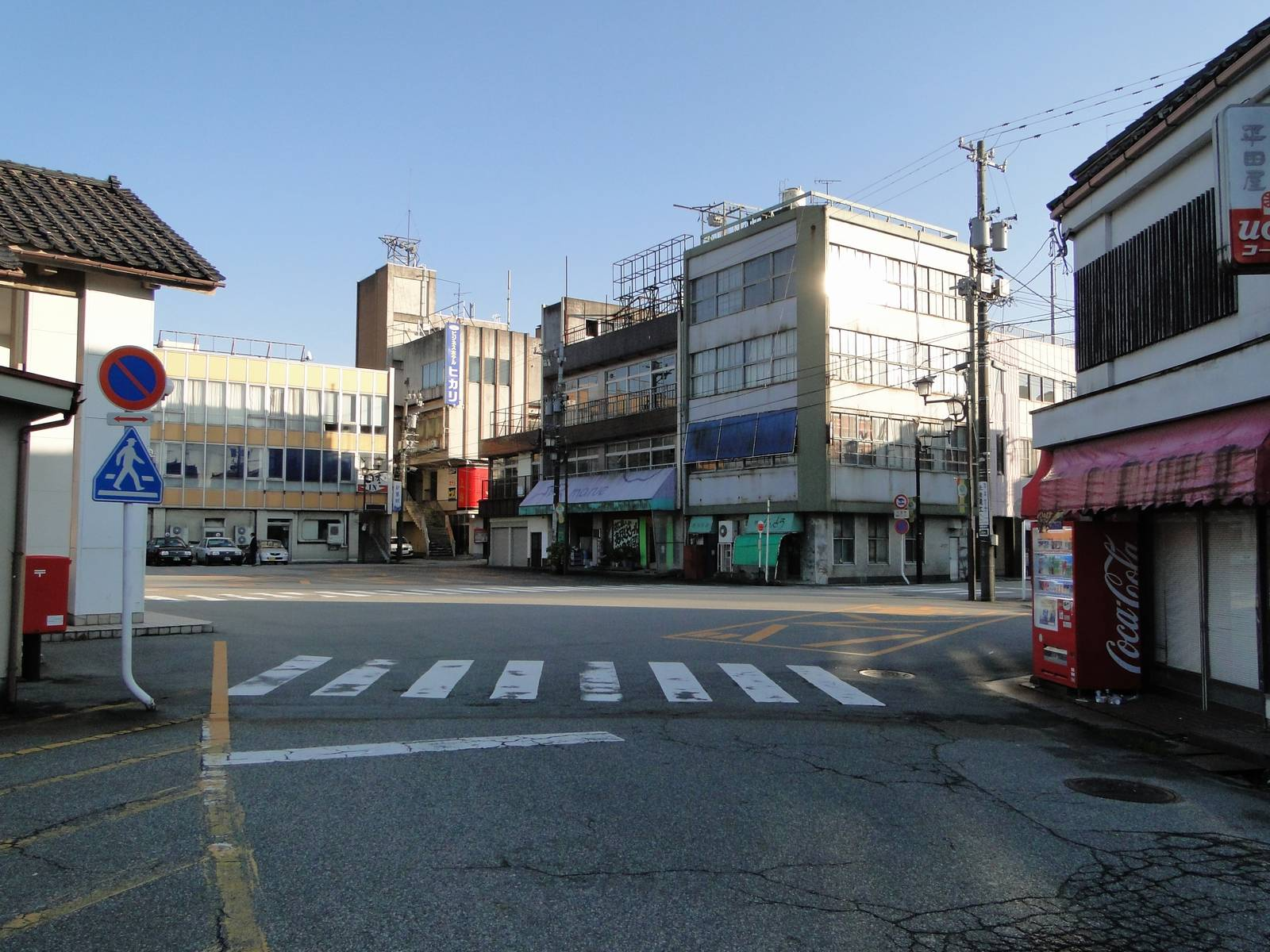
駅前広場。かつてのバスターミナル（2010年12月）

## 隣の駅
富山地方鉄道
■本線
■アルペン特急
新魚津駅 (T24) - 電鉄黒部駅 (T27) - 新黒部駅 (T31)
■特急
電鉄黒部駅 (T27) - 新黒部駅 (T31)
■急行（上りのみ運転）・■普通
電鉄石田駅 (T26) - 電鉄黒部駅 (T27) - 東三日市駅 (T28)

### かつて存在した路線
富山地方鉄道
黒部支線
電鉄桜井駅 - 黒部駅